# Даніела Муньос Галлегос
Даніела Муньос Галлегос (ісп. Daniela Múñoz Gallegos; нар. 30 січня 1984) — колишня мексиканська тенісистка.
Найвищу одиночну позицію світового рейтингу — 328 місце досягла 8 жовтня 2007, парну — 280 місце — 14 вересня 2009 року.
Здобула 4 одиночні та 21 парний титул туру ITF.

## Фінали ITF
| турніри $100,000 |
| турніри $75,000  |
| турніри $50,000  |
| турніри $25,000  |
| турніри $10,000  |

### Одиночний розряд: 6 (4–2)
| Результат | Дата            | Рівень | Турнір                 | Покриття | Суперниця      | Рахунок          |
| --------- | --------------- | ------ | ---------------------- | -------- | -------------- | ---------------- |
| Перемога  | 12 серпня 2002  | 10,000 | ITF Поса-Ріка, Мексика | Тверде   | Стефані Шаер   | 5–7, 6–1, 6–4    |
| Перемога  | 2 травня 2005   | 10,000 | ITF Обрегон, Мексика   | Тверде   | Лорен Барніков | 7–6(5), 2–6, 6–0 |
| Поразка   | 31 травня 2005  | 10,000 | ITF Монтеррей, Мексика | Тверде   | Андреа Бенітес | w/o              |
| Перемога  | 12 вересня 2005 | 10,000 | ITF Матаморос, Мексика | Тверде   | Ракел Атаво    | 4–6, 6–2, 6–4    |
| Поразка   | 17 вересня 2006 | 10,000 | ITF Тампіко, Мексика   | Тверде   | Бетіна Хосамі  | 3–6, 0–6         |
| Перемога  | 10 грудня 2007  | 10,000 | ITF Гавана, Куба       | Тверде   | Франціска Клоц | 7–6(5), 6–1      |

### Парний розряд: 31 (21–10)
| Результат | Дата              | Рівень | Турнір                          | Покриття   | Партнерка                   | Суперниці                                  | Рахунок             |
| --------- | ----------------- | ------ | ------------------------------- | ---------- | --------------------------- | ------------------------------------------ | ------------------- |
| Поразка   | 14 липня 2003     | 10,000 | Сьюдад-Гуаяна, Венесуела        | Тверде     | Мікаела Моран               | Зузана Черна Кароліне Корсаве              | 3–6, 6–1, 2–6       |
| Поразка   | 27 жовтня 2003    | 10,000 | Сьюдад Обрегон, Мексика         | Ґрунт      | Ана Лусія Мільяріні де Леон | Меліса Аревало Кільдін Шевальє             | 6–1, 2–6, 4–6       |
| Поразка   | 3 листопада 2003  | 10,000 | Лос-Мочіс, Мексика              | Ґрунт      | Ана Лусія Мільяріні де Леон | Соледад Есперон Флавія Міґнола             | 2–6, 1–6            |
| Перемога  | 24 травня 2005    | 10,000 | Леон (Мексика), Мексика         | Тверде (i) | Андреа Бенітес              | Елізабет Кауфман Танака Марі               | 6–4, 1–6, 6–1       |
| Перемога  | 31 травня 2005    | 10,000 | Леон, Мексика                   | Тверде     | Андреа Бенітес              | Лорена Аріас Еріка Кларке                  | 7–5, 6–3            |
| Перемога  | 12 вересня 2005   | 10,000 | Матаморос (Тамауліпас), Мексика | Тверде     | Паула Сабала                | Ана Четник Сторі Твіді-Єйтс                | 6–4, 6–4            |
| Перемога  | 27 вересня 2005   | 10,000 | Морелія, Мексика                | Тверде     | Валерія Пулідо              | Ольга Брозда Джессіка Вільямс              | 6–2, 6–0            |
| Поразка   | 12 лютого 2006    | 10,000 | Мерида (Юкатан), Мексика        | Тверде     | Еріка Кларке                | Бетіна Хосамі Агустіна Лепоре              | 1–6, 2–6            |
| Перемога  | 2 травня 2006     | 10,000 | Масатлан, Мексика               | Тверде     | Паула Сабала                | Єлена Дурисич Андреа Рімінс                | 5–7, 6–3, 6–1       |
| Перемога  | 11 червня 2006    | 10,000 | Халапа-Енрикес, Мексика         | Тверде     | Бетіна Хосамі               | Марія Ірігоєн Флавія Міґнола               | 7–6(8), 3–6, 6–1    |
| Перемога  | 17 вересня 2006   | 10,000 | Тампіко, Мексика                | Тверде     | Бетіна Хосамі               | Еріка Кларке Кортні Негл                   | w/o                 |
| Перемога  | 24 вересня 2006   | 10,000 | Гвадалахара, Мексика            | Ґрунт      | Бетіна Хосамі               | Александра Дулгеру Валерія Пулідо          | 7–5, 6–4            |
| Перемога  | 27 березня 2007   | 10,000 | Халапа, Мексика                 | Тверде     | Андреа Бенітес              | Лорена Аріас Еріка Кларке                  | 6–4, 4–6, 6–1       |
| Перемога  | 23 квітня 2007    | 10,000 | Обрегон, Мексика                | Тверде     | Валерія Пулідо              | Лорена Аріас Еріка Кларке                  | 6–3, 3–6, 6–1       |
| Поразка   | 7 травня 2007     | 10,000 | Масатлан, Мексика               | Тверде     | Валерія Пулідо              | Кортні Негл Робін Стівенсон                | 5–7, 4–6            |
| Перемога  | 28 травня 2007    | 10,000 | Монтеррей, Мексика              | Тверде     | Валерія Пулідо              | Домініка Дьєшкова Кортні Негл              | 6–3, 0–6, 6–3       |
| Перемога  | 17 вересня 2007   | 10,000 | Чіуауа (місто), Мексика         | Ґрунт      | Валерія Пулідо              | Меліса Міранда Гільда Сулета Кабрера       | 7–6(1), 7–5         |
| Поразка   | 19 листопада 2007 | 25,000 | Мехіко                          | Тверде     | Валерія Пулідо              | Суріна Де Беер Россана де лос Ріос         | 3–6, 1–6            |
| Перемога  | 10 грудня 2007    | 10,000 | Гавана, Куба                    | Тверде     | Валерія Пулідо              | Ліза-Марія Мозер Ніколь Роттманн           | 6–3, 6–4            |
| Перемога  | 8 вересня 2008    | 10,000 | Селая, Мексика                  | Ґрунт      | Еріка Кларке                | Лорена Аріас Анхеліка Чавес                | 1–6, 6–1, [10–5]    |
| Поразка   | 15 вересня 2008   | 10,000 | Чіуауа, Мексика                 | Ґрунт      | Еріка Кларке                | Лорена Аріас Паула Сабала                  | 6–2, 4–6, [5–10]    |
| Перемога  | 10 листопада 2008 | 10,000 | Керетаро, Мексика               | Тверде     | Еріка Кларке                | Індіре Акікі Марія Фернанда Альварес Теран | 7–6(2), 3–6, [10–6] |
| Перемога  | 24 листопада 2008 | 10,000 | Córdoba, Мексика                | Тверде     | Еріка Кларке                | Сабріна Капанноло Домініка Дьєшкова        | 6–3, 6–3            |
| Перемога  | 31 травня 2009    | 10,000 | Брага, Португалія               | Ґрунт      | Хімена Ермосо               | Мартіна Бабакова Давінія Лоббінґер         | 6–3, 6–4            |
| Перемога  | 13 червня 2009    | 10,000 | Монтемор-у-Нову, Португалія     | Тверде     | Мелані Глорія               | Лусія Ґонсалес Рені Лампрет                | 7–5, 7–6(5)         |
| Поразка   | 12 вересня 2009   | 10,000 | Масатлан, Мексика               | Тверде     | Еріка Кларке                | Майлен Ору Фернанда Ерменежилду            | 3–6, 6–3, [10–12]   |
| Перемога  | 12 жовтня 2009    | 10,000 | Мехіко                          | Ґрунт      | Домініка Дьєшкова           | Андреа Коч Бенвенуто Паула Сабала          | w/o                 |
| Поразка   | 8 березня 2010    | 10,000 | Метепек, Мексика                | Ґрунт      | Марія Фернанда Алвеш        | Аманда Фінк Елізабет Лампкін               | 3–6, 7–5, [8–10]    |
| Перемога  | 7 червня 2010     | 10,000 | Амаранте, Португалія            | Тверде     | Мелані Глорія               | Магалі де Латтре Джейд Гоппер              | 6–4, 6–2            |
| Перемога  | 14 червня 2010    | 10,000 | Montemor-o-Novo, Португалія     | Тверде     | Мелані Глорія               | Кім Грайдек Юлія Стаматова                 | 7–6(3), 6–1         |
| Поразка   | 21 червня 2010    | 10,000 | ITF Алкобаса, Португалія        | Тверде     | Мелані Глорія               | Анна Фіцпатрік Джейд Віндлі                | 2–6, 1–6            |